# Lądek-Zdrój
Lądek-Zdrój ['lɔndɛk 'zdruɪ̯], tyska: Bad Landeck, är en stad och historisk kurort i distriktet Powiat kłodzki i Nedre Schlesiens vojvodskap, Polen, belägen 18 kilometer sydost om distriktets huvudort Kłodzko. Tätorten hade 5 889 invånare i juni 2014 och är centralort för en stads- och landskommun med totalt 8 569 invånare samma år.

## Geografi
Lądek-Zdrój ligger i sydöstra delen av Kłodzkodalen på norra sidan av bergskedjan Sudeterna, vid floden Biała Lądecka, en biflod till Nysa Kłodzka. Staden omges av flera bergsmassiv: i nordost Góry Złote, i sydost Góry Bialskie och i sydväst Masyw Śnieżnika.

## Historia
Staden grundades troligen under andra hälften av 1200-talet, under den böhmiska kungen Ottokar II Přemyslid. Den är belagd som böhmisk kunglig stad från 1294. 1325 omnämns staden som Landecke, syftande på stadens läge i sydöstra utkanten av Kłodzkodalen. Kung Wencel IV bekräftade och förnyade stadens privilegier 1392. Fram till 1443 lydde staden under Karpenstein och därefter under grevskapet Glatz. Staden saknade stadsmurar och brändes ner i husiterkrigen 1428 och 1431. Under den böhmiske kungen Georg Podiebrads söner, hertigarna av Münsterberg, byggdes staden åter upp, men den ekonomiska utvecklingen stagnerade under 1500-talet. Under trettioåriga kriget drabbades staden svårt. Tillsammans med grevskapet Glatz tillföll staden 1763 kungadömet Preussen genom freden i Hubertusburg. En större stadsbrand ödelade staden 1765.

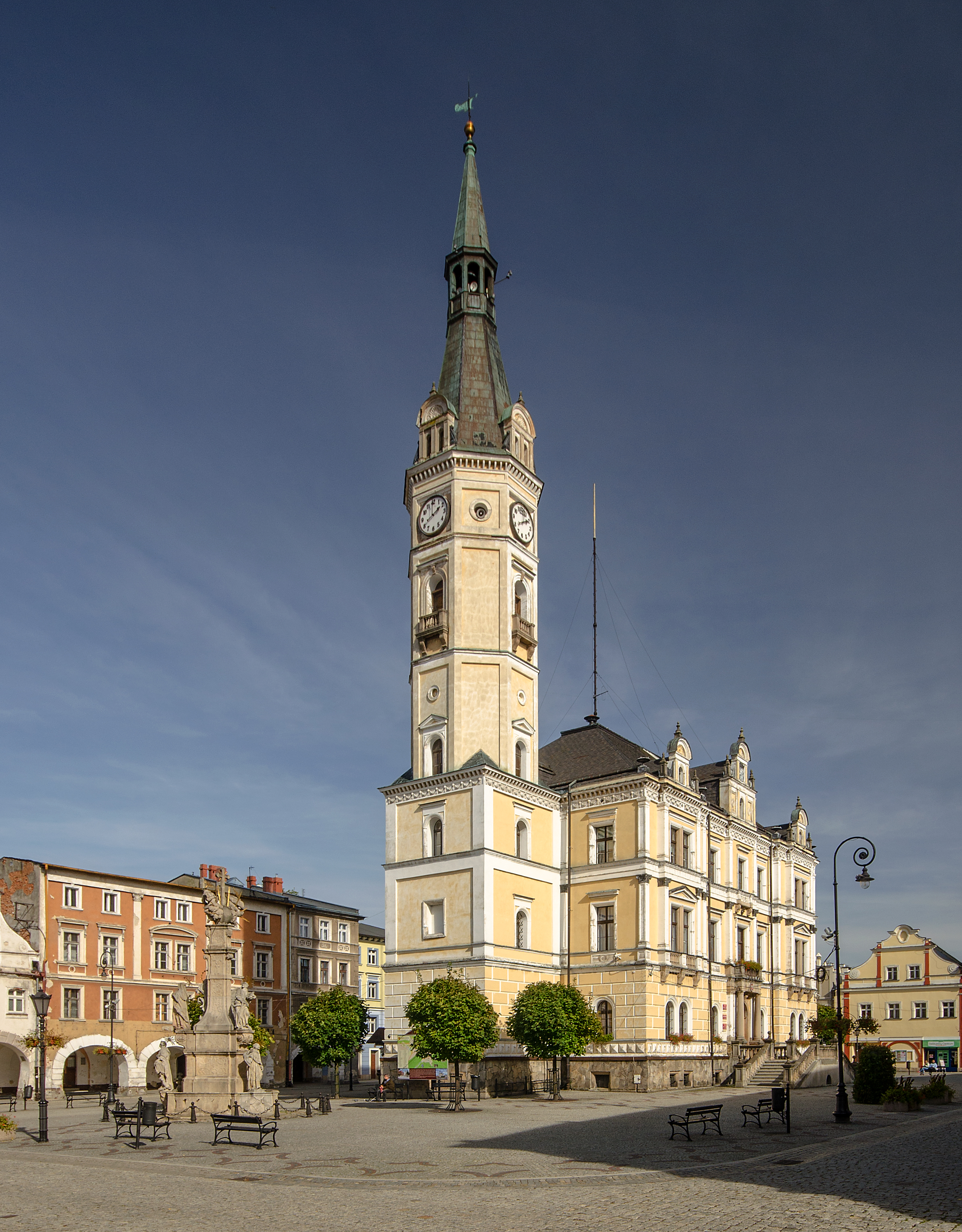
Rådhuset, uppfört 1872.

Efter Preussens administrativa reformer 1815 tillhörde staden provinsen Schlesien, först som del av Landkreis Glatz och 1818-1945 som del av Landkreis Habelschwerdt, 1871-1945 även som del av Tyskland. 
Staden var under den tyska tiden en populär badort, Bad Landeck, med varma källor, gyttjebad och radioaktiva källor. Staden upplevde en ekonomisk blomstringsperiod i början av 1800-talet. Förutom flera mindre hantverksföretag och manufakturer var den viktigaste näringen stadens kurbad. Efter att kung Fredrik II av Preussen och kungafamiljen flera gånger besökt källorna under åren från 1765 och framåt, blev orten allt populärare. Genom anläggandet av järnvägen Glatz-Landeck-Seitenberg 1897 kom stadens tillväxt och kurbadets popularitet att öka ytterligare. Under andra halvan av 1800-talet uppfördes också sjukhuset, postkontoret och många anspråksfulla villor. 1926 hade staden omkring 11 000 badgäster.
Genom Potsdamöverenskommelsen efter andra världskriget 1945 tillföll staden Polen och är sedan dess känd under den polska formen av stadens namn, Lądek-Zdrój. Den tyska befolkningen fördrevs och under åren efter kriget ersattes gradvis befolkningen av inflyttade polska bosättare och flyktingar från de tidigare polska områdena öster om Curzonlinjen.